# Ring Sport Center
Het Ring Sport Center is een sportaccommodatie in Paramaribo, de hoofdstad van Suriname. Ze is gebouwd voor internationale badmintonwedstrijden. Daarnaast is er een fitnesscentrum en worden sporten beoefend als turnen, judo en jiujitsu.
Het centrum werd officieel geopend op 19 augustus 2018, aan het begin van het badmintontoernooi Carebaco U-19 International. In tegenstelling tot de Anthony Nesty Sporthal en de Ismay van Wilgen Sporthal, waar voorheen badmintontoernooien werden georganiseerd, is deze accommodatie windvrij. Ook kunnen hier meer wedstrijden tegelijk worden afgewikkeld. Er bevinden zich negen banen in het centrum op een oppervlakte van 2.000 m².
Het gebouw is eigendom van een stichting met personen die uit de badmintonwereld afkomstig zijn. De beheerders zijn Ruben Tjoe Fat en Richenel Atmodikromo. Het wordt vooral gebruikt door de Surinaamse Badminton Bond.  Daarnaast staat het voor andere sporten open.